# Li Meishu
Li Meishu (cinese tradizionale: 李梅樹; pinyin: Lĭ Méi Shù; Sanxia, 13 marzo 1902 – 6 febbraio 1983) è stato un artista, pittore e scultore taiwanese educato nel Mondo Occidentale.
Il famoso tempio Zushih di Sanxia, città che al tempo si chiamava Sanjiaoyong, è stato ricostruito tre volte, di cui l'ultima sotto la supervisione di Li.

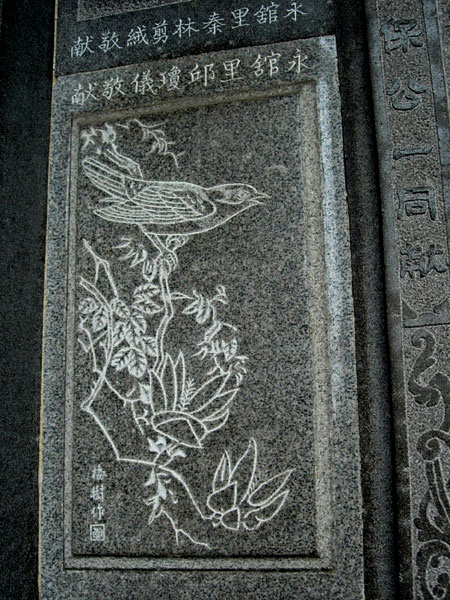
Una scultura di Li Meishu presente nel tempio Zushih di Sanxia